# スーパースリー (ビデオメーカー)
有限会社スーパースリーは、日本のゲイビデオメーカー。2004年設立。

## 主なシリーズ
- ノンケ痴漢（エクスプレス、バス、便所、エレベーター）
- FACE
- Smile
- ノンケトリプル♂オルガスムス
- ◯◯ボーイも金次第！えっ、そんなことまで！やっちゃったのビデオ！
- リアルアクター
- CHECKBOY
- 女監督ノンケ狩り
- 実録日常的淫行
- 男尻顔騎
- ストリートアクターズ
- TOKYO 男子
- Men'sイかせエステ
- 卑猥ORIGINAL
- 盗撮！ドスケベ不動産スタッフ投稿！家賃滞納者肉体返済！ など

## 単品作品
- MASATO 01
- ノンケどっきりマル秘報告
- ケツ掘りブランコ
- 悪徳淫行不動産
- ビデオBOX盗撮 など